# تیمیانکا، استان وودز
تیمیانکا، استان وودز (به لاتین: Tymianka, Łódź Voivodeship) یک منطقهٔ مسکونی در لهستان است که در Gmina Stryków واقع شده‌است.

## خصوصیات
تیمیانکا ۲۰۰ نفر جمعیت دارد.